# 1949 Messina
Az 1949 Messina (ideiglenes jelöléssel 1936 NE) a Naprendszer kisbolygóövében található aszteroida. Cyril Jackson fedezte fel 1936. július 8-án.